# 지방도 제410호선
지방도 제410 호선은 강원특별자치도 평창군 진부면 신기리 신기교와 강릉시 왕산면 고단리를 잇는 강원특별자치도의 지방도이다.
평창군 진부면 봉산리에서 정선군 여량면 유천리(자개골)까지의 구간은 비포장 도로이며 정선군 구간중 비포장 도로(기문골-자개골) 구간은 정선군 군도9호선으로 지정되어 관리되고 있다.

## 역사
- 2003년 2월 15일 : 노선 폐지 및 재지정[1]

## 주요 경유지
- 평창군
  - 진부면 신기 교차로 - 신기리 - 봉산1교 - 봉산2교 - 봉산3교 - 봉산4교 - 봉산5교 - 봉산6교 - 봉산7교 - 모리재 - 봉산8교 - 봉산9교 - 모리1교 - 모리2교 - 모리3교 - 모리4교 - 모리5교 - 모리6교 - (미개통 구간)

- 강릉시
  - 왕산면 (미개통 구간 : 대기리) - (한티교 북단) - 배나드리교 - 곰자리교 - 벌마을교 - 평촌교 - 대기2교 - 대기1교 - 비오치 - 고단리 - 양촌교 - 덕우교 - 고단삼거리

## 중복 구간
- 강릉시 왕산면 자개1교 남단 ~ 평촌교 동단 : 지방도 제415호선과 중복

## 도로명
- 평창군 진부면 신기 교차로 ~ 모리6교 : 신기봉산로
- 정선군 여량면 두루교 ~ 자개1교 남단 : 자개길
- 강릉시 왕산면 자개1교 남단 ~ 평촌교 동단 : 노추산로
- 강릉시 왕산면 평촌교 동단 ~ 고단삼거리 : 왕산로